# Ускорителен блок
Ускорителен блок или ускорителна степен е степен на ракета-носител, предназначена за извеждане на космически апарат от опорна орбита на целева орбита за изкуствен спътник на Земята и на траектория на отдалечаване при междупланетни полети. Ускорителният блок осигурява необходимите скорост и ориентация в пространството за постигане на точните параметри на траекторията.